# Kintail
Kintail (škotskogelsko Cinn t-Sàile) je gorsko območje, ki leži na koncu jezera Loch Duich v severozahodnem Škotskem višavju in je na območju Highland (council area).

## Ime
Območje se v škotski galščini imenuje Cinn t-Sàile - kar je (ker je S tiho) anglizirano kot Kintail - in dobesedno prevedeno kot Glava (tj. konec) Slane vode/morja. In zelo dobesedno opisuje območje, ki leži na vrhu/koncu jezera Loch Duich (dolgega fjordu podobnega morskega jezera).

## Pregled območja
Kintail je območje v notranjosti (vzhodno) od vrha (konca) jezera Loch Duich. Sestavljeno je iz gora severno od Glen Shiela in ceste A87 med koncema Loch Duich in Loch Cluanie; njegove meje, razen Glen Shiela, se običajno štejejo za doline Strath Croe in Gleann Gaorsaic na severu ter An Caorann Mòr na vzhodu. Čeprav so gore blizu zahodne obale, ležijo na glavnem razvodju med vzhodom in zahodom Škotske, saj se severna stran Kintaila prek Glen Affrica izliva na vzhodno obalo.
Glavno naselje znotraj Kintaila je Morvich, ki je severozahodno od gora, tik ob cesti A87. Morvich služi kot lokacija baze gorske reševalne ekipe Kintail, kot tudi kamp, ki ga upravlja The Caravan Club.

## Nacionalno slikovito območje Kintail
Kintail je dobil ime po nacionalnem slikovitem območju Kintail, enem od štiridesetih nacionalnih slikovitih območij na Škotskem, ki so opredeljena tako, da prepoznajo območja izjemne pokrajine in zagotovijo njihovo zaščito pred neustreznim razvojem. Določeno območje vključuje ožje gore Kintail in južno stran Glen Shiela od kraja bitke pri Glen Shielu zahodno do obale Loch Duich in sega proti zahodu vse do Dornieja na severni obali Locha Duich. Določeno območje obsega skupno 17.150 ha, od tega je 16.100 ha na kopnem, nadaljnjih 1080 ha pa je morskih (tj. pod nivojem oseke), sestavljeno iz morskega jezero Loch Duich. Za območje velja, da zajema pokrajino zahodnega Višavja, saj je sestavljeno iz grebenov in vrhov, ki se strmo dvigajo iz ozkih žlebov in morja.

## Gore
Griči severovzhodno od Glen Shiela so znani kot Pet sester Kintaila (gelsko Còig Peathraichean Chinn Tàile, čeprav ime ni izpeljano iz gelščine) in tvorijo visok greben, dolg približno 8,0 km, ki se strmo dviga od Glen Shiela do največje višine 1067 metrov. Po legendi je pet sester najstarejših od sedmih sester, saj sta se najmlajši sestri zaljubili v dva irska princa, ki ju je nevihta naplavila na obalo. Njun oče jima je dovolil, da se poročita šele, ko sta se poročili tudi starejši sestri, zato sta se princa strinjala, da bosta poslala ostalih pet bratov, ko se bosta vrnila na Irsko z novima ženama. Čeprav se princa nista pojavila, je pet sester še naprej čakalo in se na koncu spremenilo v gore, da bi svoje bdenje podaljšalo v večnost. Pet izrazito koničastih vrhov (Sgùrr na Ciste Duibhe, Sgùrr na Càrnach, Sgùrr Fhuaran, Sgùrr nan Saighead in Sgurr na Moraich) je znana znamenitost in priljubljena pohodniška destinacija. Tri od petih sester, ki so vse višje od 1000 m, so razvrščene kot popolni Munro (gore na škotskem višje od 914,4 m), drugi dve pa sta podrejena vrha Munro.
Greben, ki vsebuje Pet sester, se neprekinjeno nadaljuje proti vzhodu, kjer zajema nadaljnje tri Munroje (Sgùrr a' Bhealaich Dheirg, Sàileag in Aonach Meadhoin), ki so pogosto znani kot bratje Kintaila. Beinn Fhada (Ben Attow) je druga glavna gora na tem območju.

## Lastništvo
Večina Kintaila je v lasti Nacionalnega sklada za Škotsko (National Trust for Scotland - NTS). Posestvo sklada Kintail in Morvich obsega 75 km² in vključuje slapove Glomach, enega najvišjih slapov v Veliki Britaniji. Posestvo je leta 1944 za NTS kupil Percy Unna, predsednik škotskega alpinističnega kluba, ki je za sklad pridobil tudi Glena Coeja. NTS upravlja izobraževalni center na prostem v Morvichu, ki nudi nastanitev za skupine, kot so šolske zabave, ki opravljajo terenske študije in dejavnosti na prostem.

## Divje živali in narava
Med vrstami ptic, ki jih najdemo v Kintailu, so planinski orel, mali sokol in polarni slapnik. Vidra so razmeroma pogosta, kuna zlatica naseljuje tudi gozdnate dele območja, medtem ko je jelene mogoče videti na nižjih pobočjih gora. Kintail je tudi dom črede divjih koz, za katere se domneva, da so potomci koz, ki so jih neolitski kmetje prvič prinesli v Veliko Britanijo okoli leta 3000 pr. n. št. Zaradi tega izvora se štejejo za tujerodne, in ker trenutno ni vrhunskih plenilcev za koze, NTS razmišlja o odstrelu, da bi zmanjšal čredo, ki trenutno šteje okoli 100 osebkov, da bi zmanjšali pritiske na vegetacijo in omogočili površino zemlje povečati pokritost z avtohtonimi gozdovi.

## Zgodovina
5ft 9in, 2000 let star stoječi kamen, znan kot Cill Fhearchair, stoji znotraj grobišča blizu Shiel Bridge.
V intervjujih z Johnom Lornom Campbellom se je pripovedovalec John The Coddy MacPherson spomnil, da je bil klan Macrae iz Kintaila znan po vsej Škotski po kuhanju visokokakovostne Moonshine ali peatreek v škotščini, visokoodporna alkoholna pijača, običajno viski, tradicionalno izdelana ali nezakonito distribuirana iz nezakonitih kotlov (škotskogelsko poit dhubh).
Velik balvan, ki leži na strmih jugozahodnih pobočjih Sgùrr na Ciste Duibhe, je znan kot Kamen princa Charlieja, saj je to kraj, kjer je Charles Edward Stuart poleti 1746 preživel en dan in se tam skrival pred lastniki rdečih plaščev po porazu pri bitka pri Cullodenu. Takrat je bila na prinčevo glavo razpisana nagrada v višini 30.000 funtov za vodenje vojne za spremembo režima proti hiši Hannover in enopartijski državi Whigov.